# دخل راجح (المضاربة والعارة)

تعديل مصدري - تعديل

دخـل راجـح هي إحدى قرى عزلة العارة بمديرية المضاربة والعارة التابعة لمحافظة لحج، بلغ تعداد سكانها 56 نسمة حسب تعداد اليمن لعام 2004.